# 60. születésnapi jubileumi nagykoncert
A 60. születésnapi jubileumi nagykoncert Deák Bill Gyula bluesénekes első koncertalbuma.
A koncertfelvétel 2008. december 19-én készült Budapesten a Körcsarnokban Deák Bill Gyula 60. születésnapi koncertjén, aki korábbi zenésztársait hívta meg zenélni, mint például Tátrai Tibort vagy Földes Lászlót. A felvételen többnyire Bill előző albumáról, a Hatvan csapásról szólalnak meg dalok, de régebbi Hobo Blues Band és saját számok is elhangzanak. A felvett anyagot 2009. március 24-én adta ki a Sony Music DVD-n, valamint a koncert hanganyagának egy jelentős része (13 dal) CD-n is napvilágot látott a kiadó gondozásában: a Papp László Sportarénában megrendezett életműkoncert napjától (2009. november 20.) két héten keresztül a Blikk napilap mellé lehetett megvásárolni a két CD lemezből álló, kartonpapír tokos kiadványt.

## Számlista
| #   | Cím                              | Szerző(k)       | Hossz |
| --- | -------------------------------- | --------------- | ----- |
| 1.  | Szökni jó                        | Deák Bill Gyula |       |
| 2.  | Édes otthon                      | Hobo Blues Band |       |
| 3.  | Tetovált lány                    | Hobo Blues Band |       |
| 4.  | Rossz vér                        | Deák Bill Gyula |       |
| 5.  | Zöld csillag                     |                 |       |
| 6.  | Bill Kapitány blues              | Deák Bill Gyula |       |
| 7.  | Öreg Billy rock and roll bandája | Deák Bill Gyula |       |
| 8.  | A nagy generáció temetésére      | Deák Bill Gyula |       |
| 9.  | Kéne egy üveg bor                | Deák Bill Gyula |       |
| 10. | Hatvan csapás                    | Deák Bill Gyula |       |
| 11. | Nem vagyok eladó                 | Deák Bill Gyula |       |
| 12. | Titkos lány                      | Deák Bill Gyula |       |
| 13. | Hosszú lábú asszony              | Hobo Blues Band |       |
| 14. | Hey Joe                          | Billy Roberts   |       |
| 15. | Kőbánya blues                    | Hobo Blues Band |       |
| 16. | A zöld, a bíbor és a fekete      |                 |       |
| 17. | 3:20-as blues                    | Hobo Blues Band |       |

## Közreműködők
- Deák Bill Gyula - ének
- Földes László - ének
- Ágoston Georgina - ének
- Lódi Anita - ének
- Csillag Endre - gitár
- Tátrai Tibor - gitár
- Tornóczki Ferenc - gitár
- Póka Egon - basszusgitár
- Hirleman Bertalan - dob[1]

## Külső hivatkozások
- Hivatalos oldal